# 톰과 제리 인 뉴욕
《톰과 제리 인 뉴욕》(Tom and Jerry in New York)은 레너게이드 애니메이션과 워너 브라더스 애니메이션이 제작하고 2021년에 HBO 맥스에서 방영된 미국 애니메이션 코미디 TV 시리즈다. 톰과 제리의 여섯 번째 TV 시리즈이고, 톰과 제리 쇼의 후속작이다.

## 개요
톰과 제리의 2021년 영화의 후속으로, 뉴욕시와 로열 게이트 호텔에서 일어나는 일을 그린다.

## 출연진
- 리차드 단하클, 에릭 바우자, 윌리엄 한나, 트래비스 윌링엄, 리베 베어러 - 톰, 제리
- 카트 수시에 - 터피
- Joey D'Auria - 부치
- 릭 지에프 - 스파이크
- 디 브래들리 베이커 - 타이크, 보행자
- 샘 콰스만 - 퀘이커
- 레이첼 맥팔레인 - 푸들, 그웨니, 리타
- 그레이 그리핀 - Female Zoo Patron, Pigeon, Zoo Announcer
- 다이앤 미셸 - Old lady, Mrs. Vandarkashian
- 라레인 뉴먼 - 로지
- 샌디 폭스 - Librarian, Bird vocalizations
- 케이티 리 - Dowager, Little girl
- 카를로스 알라즈라키 - Robber
- 제니퍼 헤일 - 제리
- 질 탤리 - Mouse citizen 2
- 킴벌리 브룩스 - 중장 어머니
- 다니엘 로스 - 지미
- 트레버 데발 - Tom's double
- 레지 데이비스 - 병장 클레이튼
- 플루라 보그 - 군나르
- 레슬리 데이비드 베이커 - 미스터 파이퍼
- 카리 월그렌 - Mom
- 크리스 에절리 - 롤프, 루디
- 브라이언 티. 딜레이니 - 채프먼, Zoo guard
- 애슐리 버치 - Crowd 1
- 커트 가나자와 - Digital translator, Announcer
- 제스 하넬 - Rat 8
- 프랭크 웰커 - Rat 5
- J.P. 칼리악 - Man 12
- 크리 여름 - Queen
- 줄리 네이선슨 - Little Girl 4
- 케이틀린 롭록 - Additional voices
- 로렌 톰 - Additional voices
- 로리 프레이저 - Additional voices
- 케리 케니 실버 - Additional voices
- 다나 스나이더 - Rat 2, Lightning
- 캐시 카바디니 - Additional voices
- 키온 영 - Rat 1
- 로라 베일리 - Kid 6
- 레이첼 드래치 - Additional voices
- 셰릴 하인즈 - Reporter, Walla Female
- 에리카 루트렐, 신디 로빈슨 - 가라테 마우스
- 올리비아 올슨 - Crowd 7
- 라라 질 밀러 - Additional voices
- 웬디 맥렌든-코비 - Boy walla
- 힌든 월치 - Mouse citizen 8

## 에피소드
| 시즌 | 시즌 | 회수 | 공개 날짜        | 공개 날짜        |
| 시즌 | 시즌 | 회수 | 시즌 시작        | 시즌 종료        |
| ---- | ---- | ---- | ---------------- | ---------------- |
|      | 1    | 52   | 2021년 7월 1일   | 2021년 7월 1일   |
|      | 2    | 78   | 2021년 11월 18일 | 2021년 11월 18일 |